# Dan King
Thomas Daniel King, detto Dan (Paris, 7 gennaio 1931 – Louisville, 20 gennaio 2003), è stato un cestista e allenatore di pallacanestro statunitense, professionista nella NBA.